# شهرستان یوو
شهرستان یوو (به لاتین: You County) یک شهرستان‌های جمهوری خلق چین در چین است که در ژانژو واقع شده‌است.